# Sanna Ingermaa Nilsson
Sanna Jenny Signe Ingermaa Nilsson, född 21 mars 1983 i Stockholm, är en svensk skådespelare.

## Biografi
Under uppväxten spelade Ingermaa Nilsson fotboll i många år, men teaterintresset tog över. Året efter studenten på Södra Latins teaterlinje blev hon antagen till Högskolan för scen och musik vid Göteborgs universitet, där hon studerade 2006-2009. Efter examen har hon varit verksam vid Helsingborgs Stadsteater, Folkteatern i Göteborg, Romateatern och Teater Tribunalen. Sedan 2012 tillhör hon den fasta ensemblen vid Smålands Musik och Teater.

## Teater

### Roller
| År   | Roll                          | Produktion                                                     | Regi                  | Teater                    |
| ---- | ----------------------------- | -------------------------------------------------------------- | --------------------- | ------------------------- |
| 2008 | Bertha                        | Fadren August Strindberg                                       | Jan Nielsen           | Helsingborgs stadsteater  |
| 2009 | Tina                          | Kvinnan från förr (Die Frau von Früher) Roland Schimmelpfennig | Melanie Mederlind     | Helsingborgs stadsteater  |
| 2010 | Zéb-un-Nisá                   | Zéb-un-Nisá Willy Kyrklund                                     | Karl Dunér            | Helsingborgs stadsteater  |
| 2015 |                               | Besatt Gustav Tegby                                            | Rikard Lekander       | Smålands Musik och Teater |
| 2019 | Justine                       | Melancholia Lars von Trier                                     | Jesper Mases Berglund | Smålands Musik och Teater |
| 2020 | Hedda Törnqvist (född Gabler) | Hedda Gabler Henrik Ibsen                                      | Hugo Hansén           | Smålands Musik och Teater |